# Traité de Bila Tserkva
Le traité de Bila Tserkva est un traité de paix signé entre l'Union de Pologne-Lituanie et les cosaques ukrainiens au lendemain de la bataille de Berestechko. Il fut signé par Mikołaj Potocki et Bohdan Khmelnytsky à Bila Tserkva le 28 septembre 1651.
Selon l'accord conclu, le nombre de cosaques enregistrés a été réduit de 40 000 (traité de Zboriv) à 20 000 et leur résidence limitée à la région de la voïvodie de Kiev. De plus, les voïvodies de Bratslav et de Tchernihiv sont rendues aux administrateurs du gouvernement polonais et les nobles sont autorisés à retourner dans leurs propriétés. Les Juifs sont également autorisés à retourner en Ukraine. La horde tatare est sommée de rentrer immédiatement chez elle, et le hetman cosaque doit demeurer le servant loyal et subordonné du roi et de la République.
Le traité fut bloqué par une seule voix (voir « liberum veto »), et ne fut donc jamais ratifié par la diète polonaise. « De plus, par une résolution du 18 février 1652, la Chambre des délégués a élevé une protestation assez nette contre le traité et l'a déclaré invalide (en raison du dépassement de l'instruction donnée aux commissaires de la Diète)... ils devaient accepter 6 000 Cosaques, et non 20 000 ». Néanmoins, Khmelnytsky a décidé de respecter ses dispositions et a même délégué un détachement de Cosaques pour pacifier un soulèvement de paysans contre les nobles qui revenaient dans la voïvodie de Kiev.